# Wassyl Stupnyzkyj
Wassyl Petrowytsch Stupnyzkyj (ukrainisch Васи́ль Петрович Ступни́цький, russisch Василий Петрович Ступницкий Wassili Petrowitsch Stupnizki, auch Vasyl Stupnytskyi,* 1879 in Ochrimiwka, heute Rajon Smijiw, Oblast Charkiw; † 1945) war ein ukrainischer Musikethnograph, Dirigent, Komponist und Dozent der Staatlichen Universität Charkiw.

## Leben
Stupnyzkyj ging in die Geschichte der ukrainischen Ethnomusikologie als erster Folklore-Sammler der linksufrigen Ukraine ein, der einen Phonographen zur Aufzeichnung von Volksliedern benutzte.
Wassyl Pawlowitsch Stupnyzkyj wurde am 1. Januar 1879 (nach anderen Quellen 1874) in der Familie eines Dorfpriesters im Dorf Ochrimiwka, heute Oblast Charkiw, geboren. Er absolvierte die Universität von Charkiw und setzte sein Musikstudium in Kiew und Moskau fort, wo er Schüler von W. S. Kalinnikow und S. N. Kruglikow in der Moskauer Philharmonischen Gesellschaft war.
Nach der Rückkehr in seine Heimat zu Beginn des 20. Jahrhunderts fand Stupnyzkyj eine Anstellung als Musiklehrer in der Stadt Wowtschansk im Gouvernement Charkow, wo er begann, sich für das Sammeln von Volksgut zu interessieren. Seine erste Sammlung „Sammlung von Volksliedern für Kinder- oder Frauenchor“ (Wowtschansk, 1916) enthielt Chorarrangements von Liedern, die er mit Hilfe eines Phonographen aufgenommen hatte.
In den 1920er und 1930er Jahren widmete sich Stupnyzkyj als musikalische Persönlichkeit des öffentlichen Lebens und Chorleiter seiner Heimatregion Charkiw. Er war Dirigent des Domchores und Leiter der Musikschule in Tschernihiw, arbeitete als Leiter der musikalischen Abteilung der Charkiwer Wissenschaftlichen Gesellschaft, war Lehrer für Musik und Gesang am Charkiwer Institut für öffentliche Bildung, leitete die Kapelle „Duh“ in Charkiw und organisierte Wanderkonzerte. Während seiner Lehr- und Konzerttätigkeit war er ein hervorragender Musiker und Chorleiter, der sich ständig mit dem Sammeln und der Veröffentlichung von Chorbearbeitungen von Volksliedern beschäftigte, darunter 1929 den Zyklus Volkslieder der Sloboda-Ukraine. Bekannt sind seine A-cappella-Arrangements der Volkslieder Oi rano, rano und Schala Uljanka.
Von 1937 bis 1941 leitete er den Volkschor Walkiwskyj im Haus der Kultur. In den 1940er Jahren schloss er sich dem konspirativen antisowjetischen und proukrainischen Kreis von Charkiw an, dem viele namhafte Charkiwer Intellektuelle angehörten, die von Wolodymyr Dolenko angeführt wurden.
Stupnyzkyj ist der Autor des auf Folklore basierenden Lehrbuchs für die musikalische Grundschulausbildung „Sammlung von Schulliedern für den Kinderchor der Grundschulen mit Klavierbegleitung“. Diese Sammlung wurde 1942 in Charkiw in einer für das Land schwierigen Zeit republikanisch herausgegeben (das Vorwort und ein Teil der Notationen sind handschriftlich). Im Vorwort betont der Autor zunächst die Bedeutung der Volksbildung durch Folklore im Grundschulalter.
Um die Bedeutung des schöpferischen und sammlerischen Erbes von Stupnyzkyj zu verdeutlichen, ist es erforderlich, darauf hinzuweisen, dass er trotz der relativ überschaubaren Menge an Material, die er im Laufe seiner Karriere gesammelt hat, als hervorragender Musiker, Musikpädagoge, Ethnograph und Komponist seinen Platz in der ukrainischen Kultur der ersten Hälfte des 20. Jahrhunderts einnimmt. Seine Arbeit war stark von geistlichen Liedern und von Volksliedern beeinflusst, und beide Musikrichtungen waren ihm Inspiration für seine Werke. Die von ihm arrangierten ukrainischen Volkslieder sowie die von ihm komponierten kirchlichen Werke für den orthodoxen liturgischen Chorgesang werden auch heute noch oft von Chören aufgeführt.